# Ireneu de Antioquia
Ireneu (em latim: Irenaeus) foi um oficial bizantino do século VI, ativo durante o reinado do imperador Justiniano (r. 527–565).

## Vida
Ireneu era um nativo de Antioquia, filho de Pentádia. Aparece pela primeira vez em 527/8, quando foi um dos oficiais (conde dos assuntos militares ou mestre dos soldados vacante) enviados a Lázica para ajudar o rei Tzácio I contra o Império Sassânida; os demais eram Gilderico e Cérico. Eles discutiram entre si e foram derrotados, o que levou Justiniano a reconvocá-los e enviar Pedro em seu lugar. Em 530, foi nomeado duque da Palestina em sucessão de Teodoro e prefeito pretoriano do Oriente honorário. Ele tomou intensas ações para suprimir os últimos traços da revolta samaritana. Talvez pode ser associado ao Ireneu cuja propriedade foi tomada após sua morte por Justiniano.